# Soignies

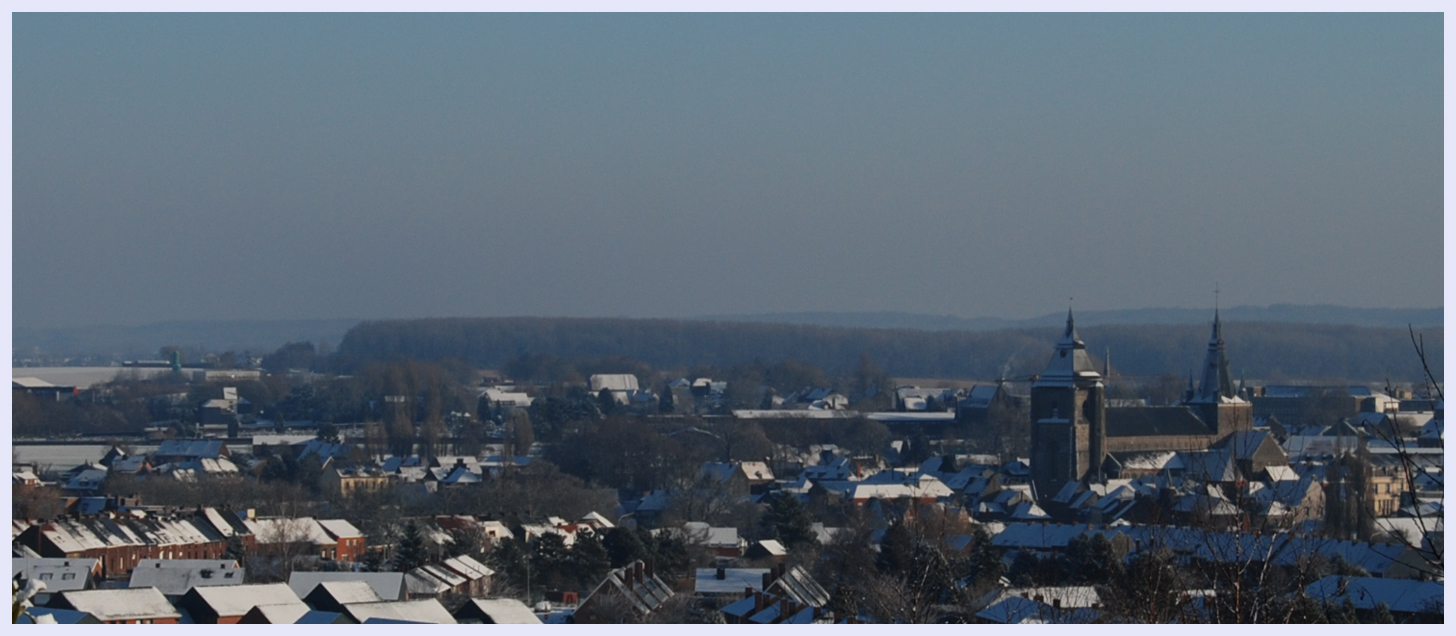
Soignies

Soignies (nld. Zinnik, wa. Sougniye, hist. Zoningen) – miasto w Belgii, w Regionie Walońskim, w prowincji Hainaut, siedziba administracyjna okręgu Soignies. Miasto znajduje się ok. 40 km na południowy zachód od Brukseli. Znane jest znane z niebieskiego wapienia i przemysłu szklarskiego. W dzielnicy Casteau mieści się europejska siedziba dowództwa NATO – SHAPE.

## Podział administracyjny
W skład miasta wchodzi sześć dzielnic (section):
- Casteau
- Chaussée-Notre-Dame-Louvignies
- Horrues
- Naast
- Neufvilles
- Thieusies

## Współpraca
Miejscowość partnerska:
- Hazebrouck, Francja